# Grand Prix automobile de Nice 1932
Le Grand Prix automobile de Nice 1932 est un Grand Prix qui s'est tenu sur le circuit urbain de Nice le 31 juillet 1932.
Ce Grand Prix était organisé par l'Automobile Club de Nice.
La course se déroulait en deux parties : dans un premier temps un tour préliminaire avec trois course de 10 ou 15 tours se déroulaient avec 9 pilotes dans chacune d'elles. Les 6 meilleurs pilotes (classés en fonction de leur temps moyen) étaient qualifiés pour la finale.

## Classement de la course

### Premier tour
En gras, les pilotes qualifiés pour la finale.
| Pos. | Pilote           | Voiture       | Tours | Temps/Abandon |
| ---- | ---------------- | ------------- | ----- | ------------- |
| 1    | Raymond Chambost | Salsom        | 10    | 22 min 57 s 8 |
| 2    | Reveller         | Amilcar CC    | 10    | 23 min 7 s 0  |
| 3    | Martinatti       | Salsom        | 10    | 23 min 23 s 0 |
| 4    | Lebas            | Tony Speciale | 10    | 26 min 40 s 0 |
| 5    | Calmes           | Rosengart     | 9     | + 1 tour      |
| Abd. | Henri Gegauf     | Tony Speciale |       |               |
| Abd. | Camille Porr     | Amilcar C6    |       |               |
| Abd. | Pierre Rey       | Peugeot       |       |               |
| Abd. | Labbay           | Mathis        |       |               |

| Pos. | Pilote               | Voiture      | Tours | Temps/Abandon |
| ---- | -------------------- | ------------ | ----- | ------------- |
| 1    | Louis Trintignant    | Bugatti T35C | 10    | 21:27.2       |
| 2    | Stanisłas Czaykowski | Bugatti T51C | 10    | 21:45.0       |
| 3    | Frédéric Toselli     | Bugatti T37A | 10    | 22:28.0       |
| 4    | Pierre Veyron        | Maserati 26  | 10    | 23:04.0       |
| 5    | Pierre Rey           | Bugatti T35C | 10    | 23:14.0       |
| 6    | Leurquin             | Amilcar CGS  | 10    | 23:31.0       |
| 7    | Mistral              | Bugatti T37A | 9     | +1 tour       |
| Abd. | Moulin               | Bugatti T35C |       |               |
| Np.  | Jean Eminente        | Bugatti T35C |       |               |

| Pos. | Pilote               | Voiture          | Tours | Temps/Abandon |
| ---- | -------------------- | ---------------- | ----- | ------------- |
| 1    | René Dreyfus         | Bugatti T51      | 15    | 30:41.2       |
| 2    | Louis Chiron         | Bugatti T51      | 15    | 30:42.0       |
| 3    | Benoît Falchetto     | Bugatti T35B     | 15    | 31:14.0       |
| 4    | Goffredo Zehender    | Alfa Romeo Monza | 15    | 31:15.0       |
| 5    | Raymond Sommer       | Alfa Romeo Monza | 15    | 31:16.0       |
| Abd. | Canin                | Bugatti T35B     |       |               |
| Abd. | Stanisłas Czaykowski | Bugatti T51      |       |               |
| Abd. | Paul Morand          | Bugatti T35B     |       |               |
| Np.  | Guy Moll             | Bugatti T51      |       |               |

- Légende: Abd.=Abandon - Np.=Non partant.

### Finale
| Pos. | Pilote            | Voiture          | Tours | Temps/Abandon | Grille |
| ---- | ----------------- | ---------------- | ----- | ------------- | ------ |
| 1    | Louis Chiron      | Bugatti T51      | 15    | 30:19.6       | 3      |
| 2    | Raymond Sommer    | Alfa Romeo Monza | 15    | 30:23.0       | 4      |
| 3    | René Dreyfus      | Bugatti T51      | 15    | 30:29.0       | 6      |
| 4    | Goffredo Zehender | Alfa Romeo Monza | 15    | 31:14.0       | 2      |
| 5    | Louis Trintignant | Bugatti T35C     | 14    | +1 tour       | 5      |
| Abd. | Benoit Falchetto  | Bugatti T35B     |       |               | 1      |